# Laupala kona
Laupala kona är en insektsart som beskrevs av Otte, D. 1994. Laupala kona ingår i släktet Laupala och familjen syrsor. Inga underarter finns listade i Catalogue of Life.